# Zdislav Mnich z Roudnice
Zdislav Mnich z Roudnice (zvaný též Sokol z Roudnice, † po 1438?) byl český vladyka, někdejší mnich a posléze radikální husitský hejtman.

## Život
Zdislav byl synem Markvarta z Jeřic a pocházel z vladyckého rodu usedlého ve vsi Roudnice nedaleko Hradce Králové. Narodil se patrně na rodové tvrzi v Roudnici. Měl několik sourozenců. V mládí vstoupil do kláštera, po vypuknutí husitského však z řádu vystoupil a připojil se k husitům, kteří poslézem pod vedením kališnického kněžího Ambrože Hradeckého ovládli také Hradec Králové. Sídlil na rodové roudnické tvrzi s vojenskou posádkou, které velel, přičemž kooperoval s orebitským husitským svazem 
Připomínán je především v období po bitvě u Lipan v květnu 1434, ve které byli radikální husité poraženi a umírněná část hnutí pak začala jednat o uznání autority římského císaře a českého krále Zikmunda Lucemburského. Roku 1436 pak v Čechách zůstávaly dvě hlavní základny sirotků: hrad Sion Jana Roháče z Dubé a Hradec Králové Ambrož z Hradce. Zdislav byl se svou družinou povolán roku 1436 do Hradce z obav hradeckých o napadení města. Byl jmenován městským vojenským hejtmanem a Ambrož jej povýšil na rytíře. Když pak v listopadu 1436 přitáhla Zikmundovi výprava pod velením Diviše Bořka z Miletínka, vítěze od Lipan, Viléma Kostky z Postupic a Jana Parduse z Vratkova, provedl Zdislav Mnich s hradeckým vojskemv noci ze 6. na 7. listopadu úspěšný výpad u Vysoké nad Labem, při kterém byl zabit Vilém Kostka z Postupic a zbylá obléhací vojska byla nucena se stáhnout.  
Po několika úspěšných akcích vojska Diviše Bořka lednu 1437 a prohrané bitvě u Libčan nedaleko Roudnice se Zdislav Mnich začal klonit na stranu uznávající Zikmundovu mocenskou autoritu. Okolo 12. února je připomínán spolu s dalším radikálem Janem Koldou II. z Žampachu v Praze, kde jednal se Zikmundem o svržení Ambrože z Hradce a přislíbil se o to sám přičinit. Začátkem března se pak do Hradce vrátil a v noci z 3. na 4. března spoluinicioval převrat proti zdejším radikálním husitům v čele s Ambrožem a dalším kazatelem Jakubem Vlkem, kteří byli při útěku z města zajati a uvězděni, po čase pak propuštěni. Ambrož pak našel útočiště před pronásledováním v Kolíně, kde v roce 1439 zemřel. Zdislav byl za své služby císařem odměněn, avšak zanedlouho poté byl z Hradce vyhnán a nadále pak pobýval na roudnické tvrzi. Ta byla v srpnu 1438 obležena, dobyta a vypálena Jetřichem z Miletínka, de facto rodovým nepřítelem, což donutilo Zdislava k odchodu do Tuněchod u Chrudimi, kde pravděpodobně dožil.  
Zanechal po sobě několik potomků, včetně synů Jana a Jindřicha.